# Simone Tits
Simone Tits (Etterbeek, 10 mei 1926 – Sint-Lambrechts-Woluwe, 25 november 2018) was een Belgische keramiste. In de jaren 1950 was ze actief in het atelier ‘Céramique de Dour’ in Dour nabij Bergen.

## Opleiding
Simone Tits studeerde keramiek aan het Hoger Instituut voor Architectuur en Sierkunsten in Brussel, waar ze les had van Pierre Caille. Ze leerde er in 1943 haar toekomstige echtgenoot Roger Somville (Schaarbeek, 13 november 1923 – Tervuren, 31 maart 2014) kennen, met wie ze in 1948 zou trouwen. Somville volgde in La Cambre de opleiding schilderkunst maar begon dankzij Tits ook keramiek te beoefenen.

## Céramique de Dour
Simone Tits en Roger Somville richtten in 1951 samen het atelier Céramique de Dour op, gesteund door mecenas Emile Cavenaile (Dour, 1906 – Dour, 1997). Het atelier was gevestigd in diens oude boerderij in de Rue de France 28. Tits en Somville werden er vervoegd door Marie-Henriette Bataille, Monique Cornil, Louis Van de Spiegele en Zéphir Busine. Later waren ook onder meer Thérèse Bataille (zus van), Paul Timper en Claire Lambert er actief.
Céramique de Dour produceerde zowel gebruiksvoorwerpen als decoratieve objecten en monumentale tegeltableaus. Motieven vonden ze vooral in de natuur en het dagelijks leven, waarmee ze pleitten voor een figuratieve kunst die breed toegankelijk was.     

## Union Belge pour la Défense de la Paix
In een interview in Femme d’Aujourd’hui gaf Simone Tits ooit aan dat ze zich in de eerste plaats beeldhouwer voelde en dat ze ervan hield louter decoratieve objecten te maken. Over de verhouding tot het werk van haar echtgenoot zei ze dat ze vaak werkten met dezelfde dieren als motief en dat de invloed op elkaars werk wederzijds maar beperkt was. Simone Tits en Roger Somville waren beiden lid van de l’Union Belge pour la Défense de la Paix, een progressieve vredesbeweging.

## Werk
- Chat Campadorie
- Chat – voet van een lamp (1956)
- Poule – schaal (1957)
- Hibou (grès) (beeldend werk) (1956, 1957)
- Werk in het Musée de Verviers - Ecaussines

## Tentoonstellingen
Simone Tits nam deel aan een vijftigtal groepstentoonstellingen met Céramique de Dour, waaronder in:
- Galerie Giroux, Regentlaan, Brussel, 1953 en 1957 (?)
- Formes Nouvelles, Gulden-Vlieslaan, Brussel, 1953
- Internationale keramiektentoonstelling in Faenza, Italië, 1958
- Musée communal Georges Mulpas, Dour, 1989.
- Céramique de Dour & La Roquette, Musée de Nimy (Mons), Carrefour de la Céramique, 2018